# ジャクソンビル (ノースカロライナ州)
ジャクソンビル（英: Jacksonville、[ˈdʒæksənˌvɪl]）は、アメリカ合衆国ノースカロライナ州の都市。オンスロー郡の郡庁所在地である。人口は7万2723人（2020年）。ジャクソンビル都市圏を形成している。2014年、雑誌「フォーブス」がジャクソンビルを国内で急速に成長している小都市の第5位に挙げていた。人口動態的に平均年齢が22.8歳と、ジャクソンビルは国内でも若い都市であり、その要因は軍人が多いことである。また1930年の人口が783人であったものが、その後の80年間で70,145人と急速に増加したことも、平均年齢の低さに影響している。
市内にはアメリカ合衆国海兵隊キャンプ・レジャーンと同ニューリバー航空基地がある。州内南アウターバンクス地域に隣接している。

## 歴史
ジャクソンビルの歴史初期は1713年にタスカローラ戦争が終わったときに始まっていた。タスカローラ族などインディアンが強制移住させられた後に、ニューバーンとウィルミントンの間の地域で恒久的な入植が行われた。ニュー川の水源が海軍用の物資、特にテレピン油の生産拠点になった。中心街のウォーターフロント公園はウォントランド渡し船の場所に建設された。当初の渡し場の両側に橋が建設された。
1752年、激しいハリケーンが郡庁所在地のジョンストンを破壊し、またニュー川の上流にあったウォントランド渡し船も破壊した。現在のジャクソンビルの場所が新しい郡庁舎を建てる場所に選ばれた。この場所は後にオンスロー・コートハウスと呼ばれるようになった。1842年、町が法人化され、元アメリカ合衆国大統領アンドリュー・ジャクソンにちなんでジャクソンビルと名付けられた。南北戦争の1862年、アメリカ海軍（北軍）ウィリアム・B・クッシングが率いた襲撃隊によって町が占領され、短期間支配されていた。
ジャクソンビルとオンスロー郡の経済は、海軍用物資、木材、タバコに依存し続けた。1939年、アメリカ陸軍工兵司令部のジョージ・W・ジレット大佐がバージニア州モンロー砦からサウスカロライナ州サムター砦までの地域を測量して地図化した。その範囲にはオンスロー郡の海岸線やニュー川も含まれていた。その地図は陸軍省と海軍省に水陸両用の訓練基地を設立することに関心を抱かせることになった。ニューバーン出身のアメリカ合衆国下院議員グレアム・アーサー・バーデンが議会に働きかけ、ニュー川の東岸約10万エーカー (400 km2) の土地を購入する予算を付けさせた。1941年に設立されたニュー川の海兵隊駐屯地が、後にキャンプ・レジャーン海兵隊基地と改名され、700家族が移転させられた。その土地所有者は補償されたが、移転させられた家族の多くは小作人でありその家がある土地を所有してはいなかった。その建物に対する補償も無かった。アフリカ系アメリカ人の中にはレイモンド・ケラムから土地を購入できる者がおり、ケラムタウンの町を創った。他の移転させられた家族はジョージタウン、ピケットタウン、ベルフォーク、サンディランに町を造った。そういった町はその後にジャクソンビル市に吸収されていった。ジレット大佐はマリーンという小さな村近くに引退する計画があった。そこは地元住民の姓がマリーンというもので（海兵隊のマリーンではない）、町の名前が付けられていたが、用地買収でその土地を失っていた。
キャンプ・レジャーンの建設は、人口約800人の小さな町に新しい労働者が移住してきたので、人口の爆発を引き起こした。海兵隊の若い家族や退役した軍属によって成長が続いた。今日、ジャクソンビルの主要産業は小売業とサービス業である。アメリカ海兵隊があることへの人の移動は今も続いている。
バンク・オブ・オンスロー・アンド・ジャクソンビル・フリーメイソン・テンプル、ミル・アベニュー歴史地区、ペレティア邸とウォントランド・スプリングがアメリカ合衆国国家歴史登録財に指定されている。

## 地理
ジャクソンビルは北緯34度45分35秒 西経77度24分35秒 / 北緯34.75972度 西経77.40972度 (34.759630, -77.409765)に位置している。
アメリカ合衆国国勢調査局に拠れば、市域全面積は45.2平方マイル (117 km2)であり、このうち陸地44.5平方マイル (115 km2)、水域は0.7平方マイル (1.8 km2)で水域率は1.51%である。
ウィルミントンからは車で約40分、沿岸内水路からは同15分の距離にある。

## 人口動態
以下は2000年国勢調査による人口統計データである。
| 基礎データ - 人口: 66,715 人 - 世帯数: 17,175 世帯 - 家族数: 13,533 家族 - 人口密度: 579.1人/km2（1,500.0 人/mi2） - 住居数: 18,312 軒 - 住居密度: 159.0軒/km2（411.7 軒/mi2） 人種別人口構成 - 白人: 63.94% - アフリカン・アメリカン: 23.96% - ネイティブ・アメリカン: 0.75% - アジア人: 2.07% - 太平洋諸島系: 0.19% - その他の人種: 5.42% - 混血: 3.67% - ヒスパニック・ラテン系: 10.05% 年齢別人口構成 - 18歳未満: 24.3% - 18-24歳: 36.3% - 25-44歳: 25.9% - 45-64歳: 8.8% - 65歳以上: 4.8% - 年齢の中央値: 22歳（国内最小） - 性比（女性100人あたり男性の人口） - 総人口: 156.2 - 18歳以上: 178.6 | 世帯と家族（対世帯数） - 18歳未満の子供がいる: 49.5% - 結婚・同居している夫婦: 63.8% - 未婚・離婚・死別女性が世帯主: 12.3% - 非家族世帯: 21.2% - 単身世帯: 16.6% - 65歳以上の老人1人暮らし: 5.1% - 平均構成人数 - 世帯: 2.83人 - 家族: 3.8人 収入と家計 - 収入の中央値 - 世帯: 32,544米ドル - 家族: 33,763米ドル - 性別 - 男性: 17,121米ドル - 女性: 19,931米ドル - 人口1人あたり収入: 14,237米ドル - 貧困線以下 - 対人口: 14.1% - 対家族数: 12.5% - 18歳未満: 18.0% - 65歳以上: 17.7% |

2013年時点では、人口69,079人、白人67.7%、黒人20.0%となっている。2009年から2013年の世帯当たり収入中央値は42,459米ドルだった。

## 経済

### 主要雇用主
ジャクソンビル市の2012年包括的財務報告書に拠れば、郡内の主要雇用主は次の通りである。
| 順位 | 雇用主                                       | 従業員数 |
| ---- | -------------------------------------------- | -------- |
| 1    | アメリカ合衆国国防総省                       | 1000+    |
| 2    | オンスロー郡教育学区                         | 1000+    |
| 3    | アメリカ海兵隊キャンプ・レジャーン           | 1000+    |
| 4    | オンスロー記念病院                           | 1000+    |
| 5    | オンスロー郡                                 | 1000+    |
| 6    | ウォルマート                                 | 1000+    |
| 7    | コースタル・カロライナ・コミュニティカレッジ | 500-999  |
| 8    | コンバージーズ                               | 500-999  |
| 9    | ジャクソンビル市                             | 500-999  |
| 10   | フード・ライオン                             | 250-499  |
| 11   | コースタル・エンタープライジーズ             | 250-499  |
| 12   | マクドナルド                                 | 250-499  |
| 13   | ロウズ                                       | 250-499  |
| 14   | アロリカ                                     | 250-499  |
| 15   | スタナダイン                                 | 250-499  |

## 法と政府
ジャクソンビル市現市長はサミー・フィリップスである。

### 市政委員会
市政委員は4つの小選挙区と市全体、合計5つの選挙区から各1人が選出される。その中から互選で市長代行を選ぶ。

## 教育

### 公立学校
オルタナティブ・スクール
- オンスロー郡学習センター

小学校
- サウスウェスト小学校
- ベルフォーク小学校
- ブルークリーク小学校
- カロライナフォレスト小学校
- クライド・アーウィン小学校
- ハンターズクリーク小学校
- ジャクソンビル・コモンズ小学校
- メドウビュー小学校
- モートン小学校
- パークウッド小学校
- シルバーデール小学校
- ステイトサイド小学校
- サマーシル小学校
- トンプソン小学校
- ディクソン小学校

中学校
- ディクソン中学校
- ハンターズクリーク中学校
- ジャクソンビル・コモンズ中学校
- ノースウッズパーク中学校
- ニューブリッジ中学校
- サウスウェスト中学校

高校
- ディクソン高校
- ジャクソンビル高校
- ノースサイド高校
- サウスウェスト高校
- ホワイトオーク高校
- リッチランズ高校
- キャンプ・レジャーン高校

### 私立学校
- フェローシップ・クリスチャン・アカデミー
- グレース・バプテスト学校
- インファント・オブ・プラーグ・カトリック学校[11]
- ジャクソンビル・クリスチャン・アカデミー
- リビング・ウォーター・クリスチャン学校
- モンテッソリ児童学校
- セントアンズ・デイスクール
- シャイロー・インスティテュート・オブ・ラーニング

### 公立マグネットスクール
- クライド・アーウィン小学校
- ニューブリッジ中学校
- ノースウッズ小学校（年間を通した学校）

### 高等教育機関
- コースタル・カロライナ・コミュニティカレッジ
- ミラー＝モット工科カレッジ - ジャクソンビル分校
- マウントオリーブ・カレッジ - ジャクソンビル分校

### チャータースクール
- Z.E.C.A. 芸術工科学校

## 著名な出身者
- ライアン・アダムス、シンガーソングライター、その歌の中で度々ジャクソンビルに触れる、例えば前のバンド、「ウィスキータウン」のときに『ジャクソンビルのスカイライン』、アルバム「ジャクソンビル市の夜」の『ジ・エンド』。Pax-Amレーベルで発売した『ジャクソンビル』というタイトルの新しい7インチ・シングルもある
- マーカス・ジョーンズ、NFLアメリカンフットボール選手、タンパベイ・バッカニアーズ、総合格闘家